# Alaemon hamertoni
Cotovia-de-hamerton ou calhandra-corredora (Alaemon hamertoni) é uma espécie de ave da família Alaudidae.
É endémica da Somália.
Os seus habitats naturais são: campos de gramíneas subtropicais ou tropicais secos de baixa altitude.